# Pholcus shangluo
Espèce
Pholcus shangluo est une espèce d'araignées aranéomorphes de la famille des Pholcidae.

## Distribution
Cette espèce est endémique du Shaanxi en Chine,. Elle se rencontre dans le xian de Zhashui.

## Description
Le mâle holotype mesure 4,68 mm et la femelle paratype 4,35 mm.

## Systématique et taxinomie
Cette espèce a été décrite par Yang et Yao en 2024.

## Étymologie
Son nom d'espèce lui a été donné en référence au lieu de sa découverte, Shangluo.

## Publication originale
- Yang, Fu, Zhang, He & Yao, 2024 : « A survey of Pholcus spiders (Araneae, Pholcidae) from the Qinling Mountains of central China, with descriptions of seven new species. » Zoosystematics and Evolution, vol. 100, no 1, p. 199-221 (texte intégral).